# Reggenza di Pesawaran
La reggenza di Pesawaran (in indonesiano: Kabupaten Pesawaran) è una reggenza dell'Indonesia, situata nella provincia di Lampung.
Il capoluogo della reggenza è Gedong Tataan.